# Museo del camoscio
Il Museo del camoscio è uno spazio museale dedicato al camoscio d'Abruzzo situato nel centro storico di Opi in Abruzzo. 

## Struttura

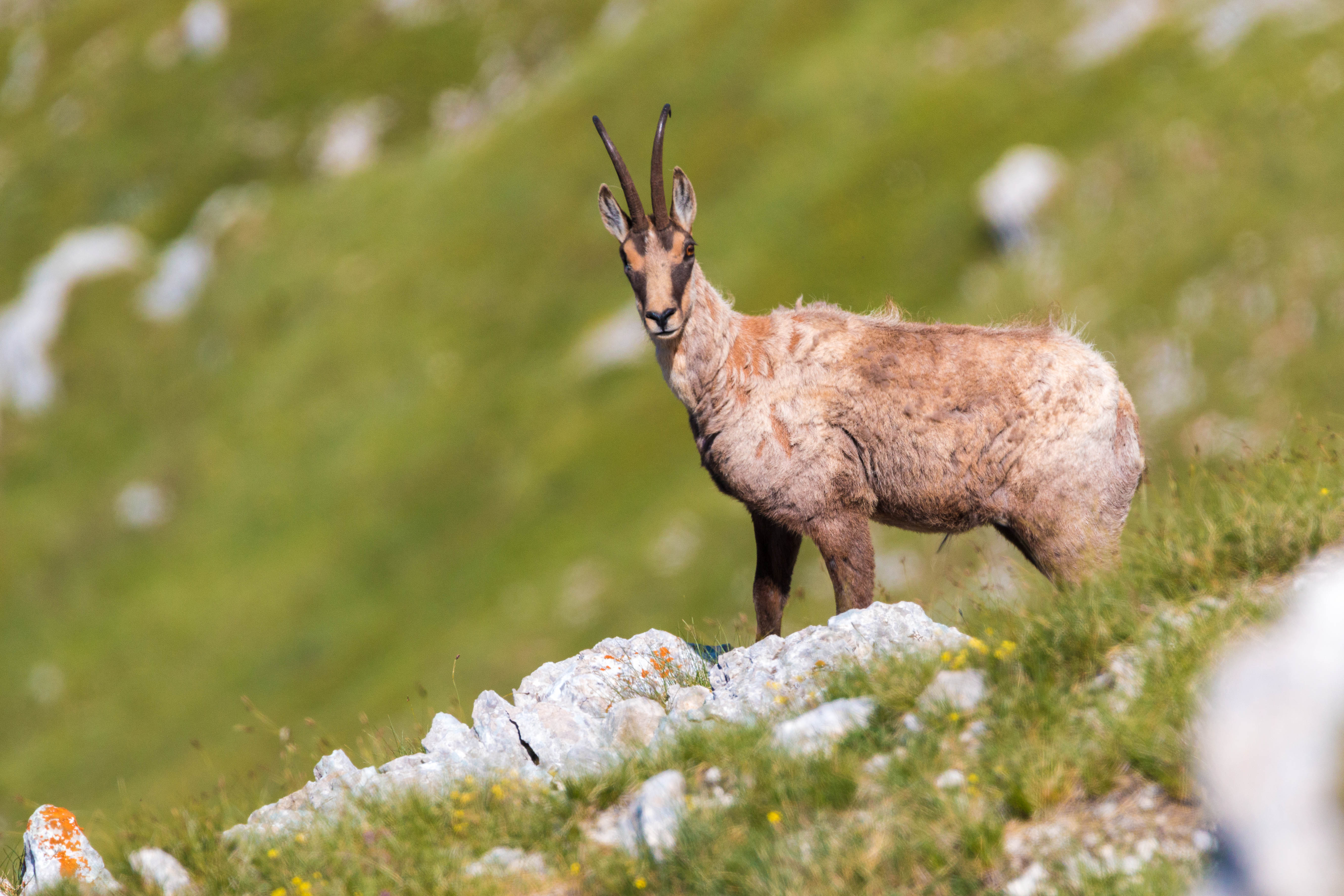
Camoscio sul monte Marsicano

Il museo, inaugurato il 23 giugno 1992, è ospitato in tre sale della palazzina settecentesca della famiglia Bevilacqua, adiacente al centro di visita del parco nazionale d'Abruzzo, Lazio e Molise situato nel centro storico del borgo di Opi. Lo spazio museale, non distante dalle aree faunistiche del monte Marsicano (20 ha) e della Camosciara, è gestito dalla cooperativa So.R.T. (Servizi Turistici di Opi), unitamente al museo della Foresta e dell'Uomo della val Fondillo. Viene utilizzato anche per le attività di formazione in campo ambientale e a fini didattici, ospitando le scolaresche del territorio marsicano e abruzzese.

## Allestimenti
All'interno del museo sono collocati diorami e pannelli informativi che permettono di conoscere flora e fauna caratteristiche dell'area protetta del parco nazionale e nello specifico il camoscio d'Abruzzo, sottospecie endemica del camoscio dei Pirenei. Una stanza denominata "Centro Scoperta" è dedicata ai bambini più piccoli che possono entrare in contatto con la moltitudine di specie animali e vegetali attraverso il tatto e l'olfatto. La sala proiezioni permette attraverso alcuni video di conoscere le peculiarità turistiche, ambientali e storiche del parco nazionale e altri mammiferi come l'orso marsicano e il lupo appenninico.